# Imbaú

Imbaú este un oraș în Paraná (PR), Brazilia.